# 赤坂宿 (中山道)

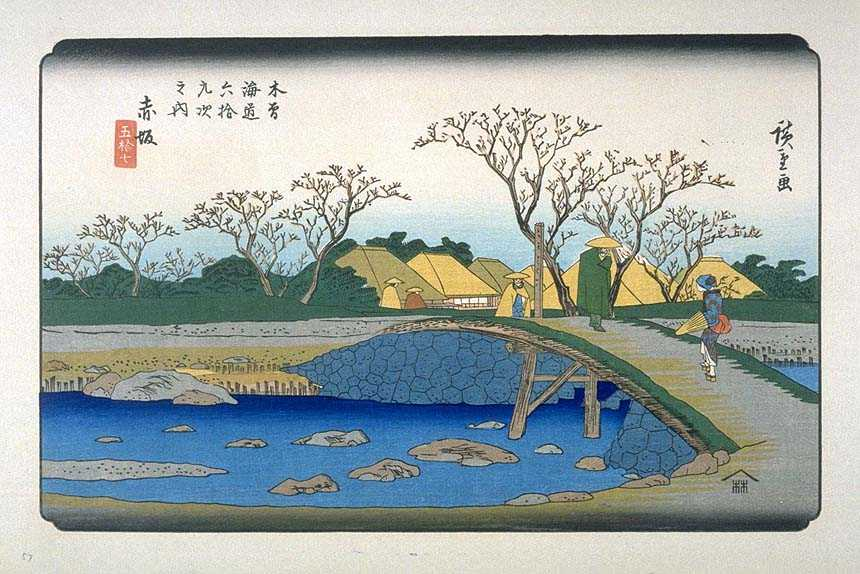
歌川広重「木曽海道六十九次・赤坂」

赤坂宿（あかさかじゅく）は、中山道江戸から数えて56番目の宿場（→中山道六十九次）。美濃国不破郡赤坂村（現・岐阜県大垣市）に存在した。中山道の美江寺・垂井間の宿駅として栄えた。
源義朝の身がわりとなって佐渡式部大輔重成（源重成） が赤坂の子安の森で討死したこと（『平治物語』）など、中世の文学作品に多く登場する。
金生山から採掘される石灰岩と大理石をもとに石灰工業と大理石加工業が発達。
石灰工業は江戸時代から興り，初めは肥料に使われていたが，現在では鉄鋼業用が大半を占める。大理石加工業は全国的に有名で，江戸時代の終り頃から興り，明治に入って洋風建築の装飾用材として使用された。
同地の旧家・矢橋家が金生山で採掘された白大理石を使って建てた矢橋亮吉邸に、昭和天皇及び皇太子時代の明仁上皇の行幸があった。

## 概略
- 大垣藩領（1843年）
- 人口：1129人
- 家数：292軒
- 本陣：1軒
- 脇本陣：1軒
- 旅籠：17軒

## 史跡・みどころ
赤坂宿の史跡・みどころ

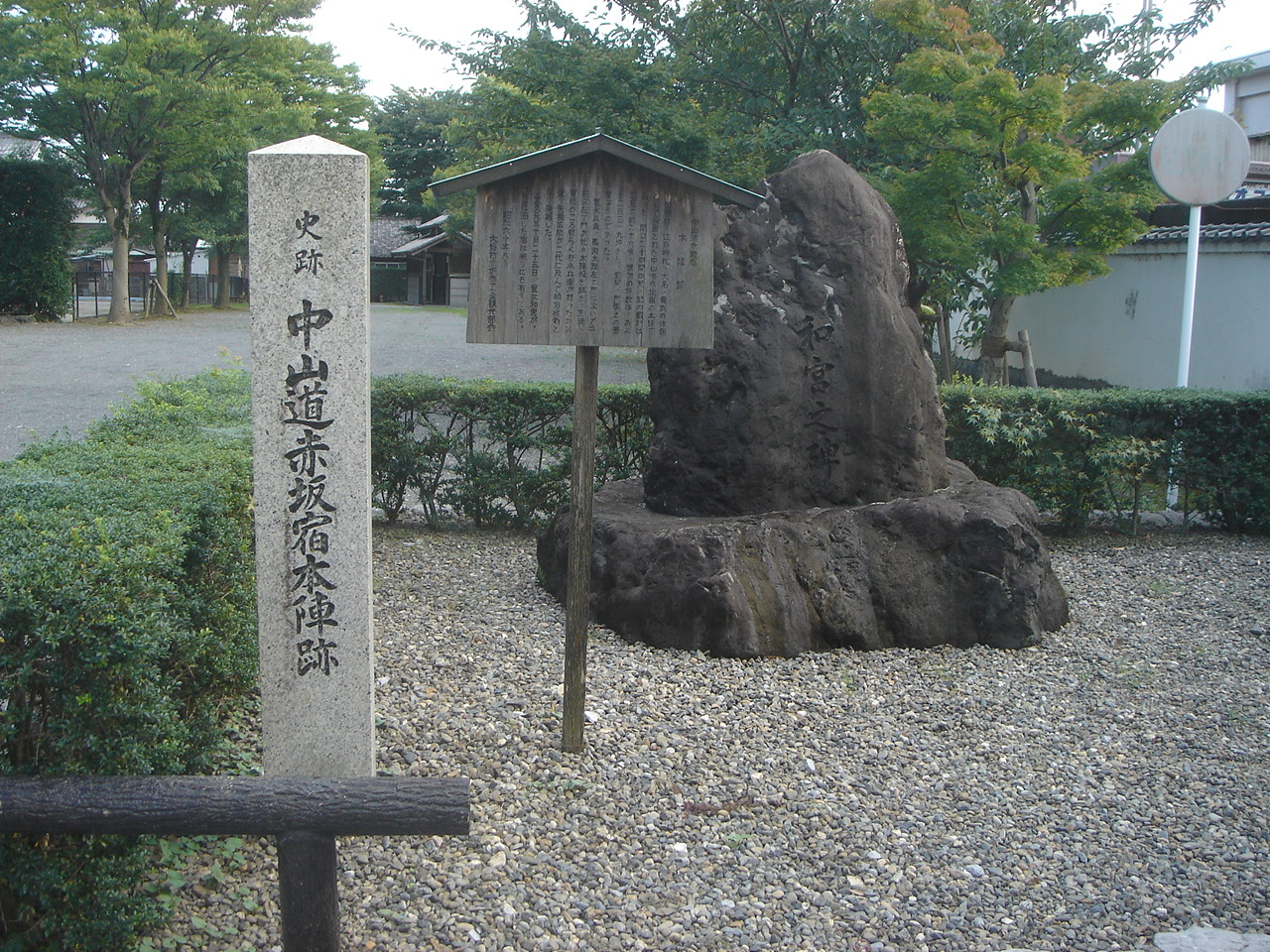
赤坂本陣跡

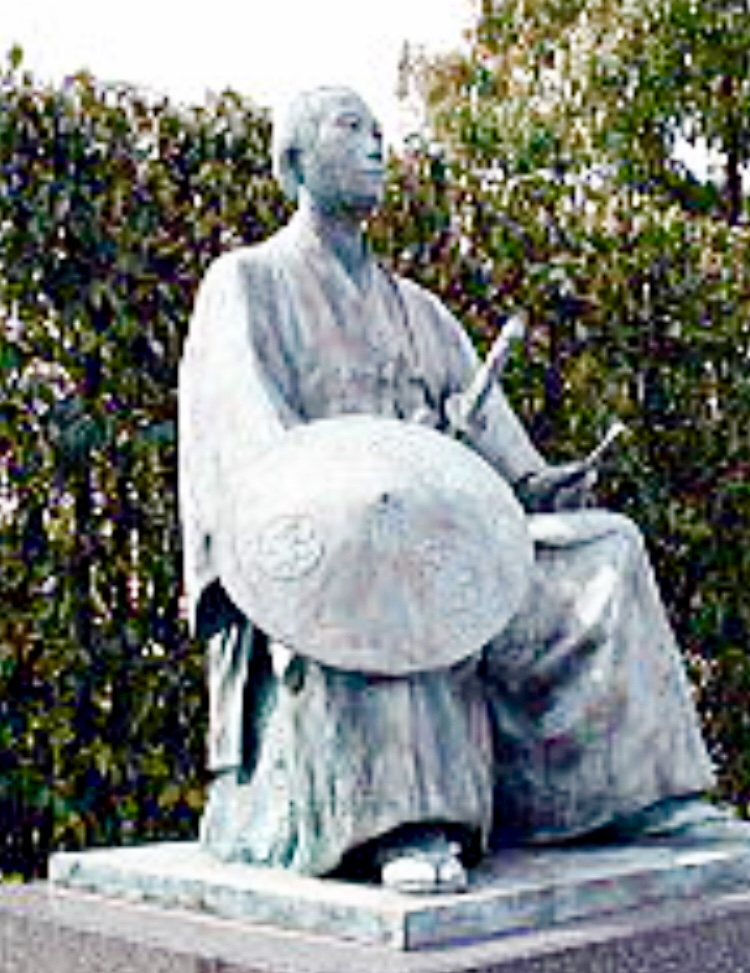
所郁太郎像

- 赤坂港跡（杭瀬川の川湊。大垣市赤坂港会館）
- 本陣跡   （和宮親子内親王碑・所郁太郎銅像）
- 「左たにくみ道」道標
- 脇本陣跡
- お茶屋屋敷跡
- 旧清水家住宅（大垣市重要文化財）
- 増田家住宅（お嫁入り普請探訪館）
- 矢橋家住宅（国登録有形文化財）

垂井宿までの史跡・みどころ
- 昼飯（ひるい）町如来寺
- 照手姫水汲井戸
- 青野一里塚跡
- 美濃国分寺跡

## 備考
東海道にも同名の宿場（現、愛知県豊川市赤坂町）がある。
毎年11月初旬に本陣公園を中心に「中山道赤坂宿まつり」が行われ、「皇女和宮と姫行列」が行われる。

## アクセス
- JR東海道本線（美濃赤坂線）美濃赤坂駅
- 養老鉄道養老線の東赤坂駅も街道沿いにあるが、赤坂宿までは遠い。
- 大垣駅から名阪近鉄バス赤坂線、「消防赤坂分署」行き

## 隣の宿
中山道
美江寺宿 - 赤坂宿 - 垂井宿